# Orphulella speciosa
Orphulella speciosa är en insektsart som först beskrevs av Scudder, S.H. 1862.  Orphulella speciosa ingår i släktet Orphulella och familjen gräshoppor. Inga underarter finns listade i Catalogue of Life.